# Mohamed Abu Zeid Hamdy
Muhammad Hamdi Abu Zaid (*  1918) war ein ägyptischer Diplomat.

## Leben
Muhammad Hamdi Abu Zaid war verheiratet und hatte eine Tochter und einen Sohn. Er studierte an der Egyptian Air Force Academy und übte von 1949 bis 1960 den Beruf des Piloten aus. Bereits 1951 war er Teilnehmer eines Navigationskurse der Royal Air Force in Hamble-le-Rice und wurde 1952 zum Mitglied im ersten Revolutionsrates ernannt. Aus den Streitkräften Ägyptens wurde er 1960 im Rang eines  Hauptmannes (Group captain) entlassen. 
Anschließend leitete er bis 1962 die Abteilung Asien im Büro von Gamal Abdel Nasser und wurde 1968 als Botschafter in Mexiko-Stadt eingesetzt. Von 1973 bis 1974 leitete er die Abteilung Europa im Außenministerium und war anschließend als Botschafter in Damaskus tätig. In den Jahren 1975/1976 gehörte er der Regierung von Mamduh Muhammad Salim als Minister für Zivilluftfahrt an. Schließlich war ab April 1976 als Botschafter in Moskau akkreditiert.
| Vorgänger             | Amt                                                            | Nachfolger                |
| --------------------- | -------------------------------------------------------------- | ------------------------- |
| —                     | ägyptischer Botschafter in Mexiko-Stadt 1968 bis 1973          | Aziz Seif El Nasr         |
| Mahmoud Riad          | ägyptischer Botschafter in Damaskus 1974 bis 1975              | Mustafa Abd-al-Azlz Mursi |
| —                     | Minister für Zivilluftfahrt April 1975 bis 1976                | Suleiman Metwalli         |
| Muhammad Hafez Ismail | ägyptischer Botschafter in Moskau April 1976 bis Dezember 1977 | Mohammed Samih Anwar      |